# Reco-reco

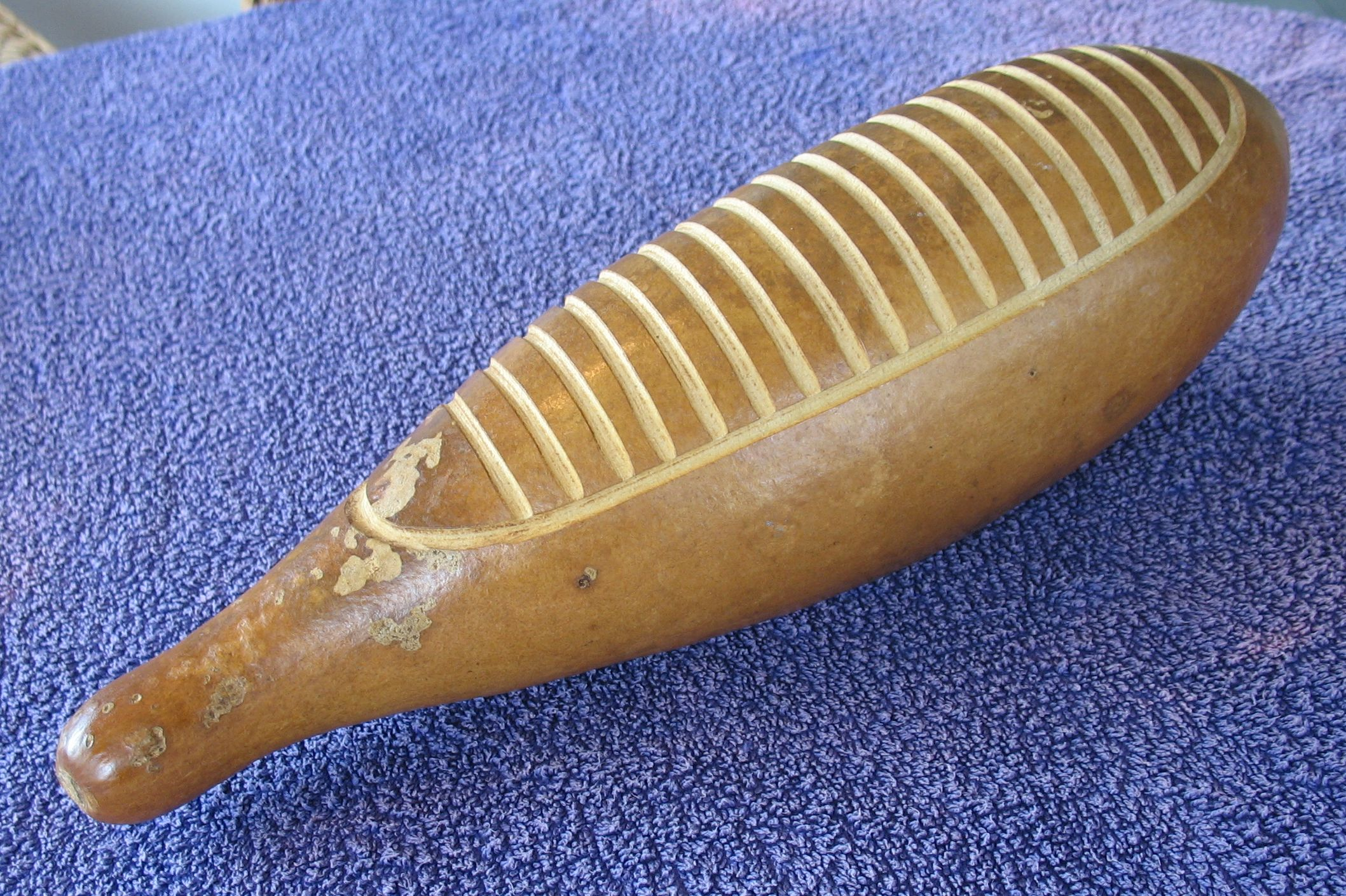
Reco-reco

Reco-reco ou dicanza (em quicuio: (ku)kanzana), também conhecido no Brasil por: raspador, caracaxá ou querequexé) é um termo genérico que indica os idiofones cujo som é produzido por raspagem. Há dois tipos básicos de reco-reco. O brasileiro, que é feito de aço, e o de madeira de origem angolana, muito comum em estilos de música latino-americanos como a cumbia e a salsa. Este  último é constituído de um gomo de bambu ou uma pequena ripa de madeira com talhos transversais. A raspagem de uma baqueta sobre os talhos produz o som.
O reco-reco típico do Brasil, por sua vez, é comumente utilizado em grupos de samba/pagode ou em baterias de samba-enredo. Alguns autores atribuem a sua invenção, ou ao menos seu aperfeiçoamento para a forma atual, ao popular músico e humorista Mussum, que possuía formação em técnico de mecânica e o introduziu no grupo de que fazia parte, os Originais do Samba. Consiste numa caixa de metal com duas ou três molas de aço esticadas sobre o tampo, contra as quais é friccionada uma baqueta de metal. Nesse modelo, é possível utilizar-se da reverberação prolongada nas molas após a fricção ou abafá-las com a mão que segura a caixa. Em alguns modelos, a caixa possui um orifício inferior, permitindo que o instrumentista altere a reverberação interna ao tampar e destampar o orifício, de forma semelhante ao que é feito com a cabaça de um berimbau.
O reco-reco é, como a maioria dos instrumentos musicais, objeto de pesquisa acadêmica, como a realizada pelo músico e docente da UNESP Carlos Stasi. 
Em Angola o antigo percussionista dos N'gola Ritmos, Euclides Fontes Pereira, mais conhecido por “Fontinhas”, falecido em 2013, foi considerado um dos maiores especialistas de dicanza mantendo-se a tradição do uso da dicanza em cantores como Bonga, ou mais recentemente Yuri da Cunha.
O Reco-reco é um instrumento originado na África , é construído quase sempre de madeira.O reco-reco é tocado com uma vareta , essa vareta faz como se fosse uma raspagem assim produzindo som.O reco-reco e bem utilizado em rodas de samba e as vezes na capoeira.Pode-se dizer que o reco-reco de madeira e mais difícil de se fazer mas tem um melhor som por causa de seu interior oco.